# Andrij Vorobej

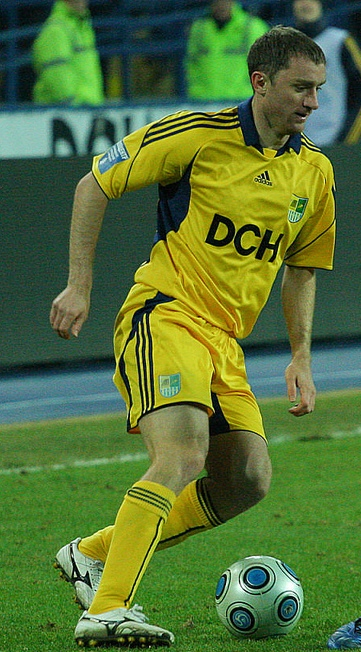
Andrij Vorobej.

Andrij Oleksijovytj Vorobej (ukrainska: Андрій Олексійович Воробей), född 29 november 1978 i Donetsk, Ukrainska SSR, Sovjetunionen, är en ukrainsk före detta fotbollsspelare som 2013 avslutade sin karriär i Metalist Charkiv.
Vorobej har representerat storklubben FK Sjachtar Donetsk mellan 1997 och 2007 och gjort över 60 landskamper för Ukraina. Var tidigare i sin karriär en utpräglad anfallare och målskytt, men har med åren dragit sig nedåt i plan som en klassisk playmaker.